# ريان مورغان
ريان مورغان (بالإنجليزية: Ryan Morgan)‏ هو لاعب دوري الرغبي أسترالي، ولد في 4 مايو 1990 في Liverpool, New South Wales ‏ في أستراليا.